# Macrocamptoptera
Macrocamptoptera is een geslacht van vliesvleugeligen uit de familie Mymaridae. De wetenschappelijke naam van dit geslacht is voor het eerst geldig gepubliceerd in 1910 door Girault.

## Soorten
Het geslacht Macrocamptoptera omvat de volgende soorten:
- Macrocamptoptera bulgarica (Donev, 1989)
- Macrocamptoptera metotarsa (Girault, 1905)
- Macrocamptoptera sundholmi (Hedqvist, 1962)